# نظام تختجان لتصنيف النباتات
نظام تختجان لتصنيف النباتات (بالإنجليزية: Takhtajan system)‏ هو واحد من أنظمة التصنيف الحديثة التي وضعت لتصنيف النباتات وتم نشره من قبل عالم النبات السوفياتي-الأرمني أرمين تختجان.

## طائفة ثنائيات الفلقة
- طائفة ثنائيات الفلقة
صنف ماغنولانيات
طبقة ماغنولاوايات
رتبة ماغنوليات
فصيلة Degeneriaceae
فصيلة Himantandraceae
فصيلة ماغنولية
رتبة كانلال
فصيلة Winteraceae
رتبة كانلال
فصيلة Canellaceae
رتبة ليسوميات
فصيلة ليسومية
فصيلة شزندرية
رتبة أستربيليات
فصيلة أستربيلية
رتبة Eupomatiales
فصيلة Eupomatiaceae
رتبة ماغنوليات
فصيلة قشديات
رتبة Myristicales
فصيلة بسباسية
رتبة Aristolochiales
فصيلة زراوندية
طبقة Lactoridanae
رتبة Lactoridales
فصيلة Lactoridaceae
طبقة Piperanae
رتبة فلفليات
فصيلة صروية
فصيلة فلفلية
فصيلة Peperomiaceae
طبقة Lauranae
رتبة غاريات
فصيلة أمبوريلة
فصيلة تريمينية
فصيلة مونيميات
فصيلة Gomortegaceae
فصيلة هرنانديات
فصيلة غارية
رتبة Calycanthales
فصيلة كأسيات الزهر
فصيلة ذاتية البذر
رتبة كلورانطية
فصيلة كلورانطية
طبقة Rafflesianae
رتبة Hydnorales
فصيلة Hydnoraceae
رتبة Rafflesiales
فصيلة Apodanthaceae
فصيلة Mitrastemonaceae
فصيلة رافليسية
فصيلة دغموسية
طبقة Balanophoranae
رتبة Cynomoriales
فصيلة طرثوث
رتبة صندليات
فصيلة Mystropetalaceae
فصيلة Dactylanthaceae
فصيلة Lophophytaceae
فصيلة Sarcophytaceae
فصيلة Scybaliaceae
فصيلة Heloseaceae
فصيلة Langsdorffiaceae
فصيلة Balanophoraceae
صنف Nymphaeidae
صنف Nelumbonidae
صنف Ranunculidae
صنف القرنفلانيات
صنف مشتركانيات
صنف ديلنانيات
صنف الوردانيات
صنف Cornidae
صنف النجميانيات
صنف شفويات

## طائفة أحاديات الفلقة
- طائفة أحاديات الفلقة
صنف وعلانانيات
صنف الفوفلانيات
طبقة فوفلاوايات
رتبة فوفلية
فصيلة فوفلية
صنف Alismatidae
صنف Triurididae
صنف Aridae